# Pseudaneitea leva
Pseudaneitea leva är en snäckart som beskrevs av Burton 1977. Pseudaneitea leva ingår i släktet Pseudaneitea och familjen Athoracophoridae. Inga underarter finns listade i Catalogue of Life.